# キュー・ボックス
キュー・ボックス (cue box)とは、録音スタジオあるいは舞台において、演奏者等の手元で複数の入力からなる音源に対して個々にレベル調整可能な小型ミキサー付きのヘッドフォン・モニタリング・システムである。特にこの用途に特化した製品をキュー・ボックスと呼称する事が多く、ヘッドフォンを差してモニタリングする際に使用する子機の方を指してキュー・ボックスと呼称され、そのシステム自体はキュー・システムと呼称される。

## 歴史
音楽録音の歴史においてステレオ録音の発達にともない楽器ごとのセパレーションが重視されるようになり、スタジオ内で楽器同士の音が目的外のマイクに混ざらないように衝立を立てるような録音手法が一般化したときに演奏者同士がお互いの音を確認するためにヘッドフォンを用いるようになった。また、マルチトラック・レコーダーの普及により、オーバー・ダビングする際にそれまでとは異なったモニタリング環境が必要となり、既に録音されているトラックの音を聴きながら多重録音をする際にもキュー・システムが必要となってきて使われ始めた。
キュー・ボックス創生期にはミキシング・コンソールのマスター・アウトプットと同じ物が聴けるだけの装置で、現在でも一番簡略化されたキュー・システムは複数のトラックを持たない仕様になっている。大編成での録音の際などには各演奏者ごとに要求されるバランスが異なり、コントロール・ルームでのスタジオ向けモニタリング用のバランスをミュージシャン毎に個別に用意するにはコンソールの仕様が対応しきれないため、コンソールのBUS OUTあるいはAUX SENDからいくつかにまとめられた音声信号を送り、演奏者側の手元で各々必要なバランスにミキシングすることによって演奏時のモニタリング環境を向上させたシステム。
舞台においては演出上テープであるとかシーケンサーなどからの演奏以外のガイド信号を舞台上のスピーカーから出さずに（お客さんにガイド信号が聞こえてしまう為に）ミュージシャンに聞かせる必要にせまられ、スピーカーの替わりにヘッドフォンを用いるケースが多くなった。このときに録音同様演奏者が自分の好みのバランスをとれるように手元にキュー・ボックスを置くようになった。

## ハードウェア構成と概要
- キュー・システムは親機と子機に分類される、小規模システムでは子機単体での運用が可能な場合もある。
- 一般に親機、子機ともアナログ入力の製品が多いが近年はデジタル伝送のキューボックスも登場している。
- 一般的には親機と子機を接続する際にマルチ・ケーブルが使われ、子機への音声信号の分配と共に子機への電源供給も行える機種がある。
- システムによっては子機との接続にイーサネット・ケーブルを用い、ストリーム信号化されたデジタル伝送を行える機種もある。

### 親機（キュー・マスター・システム）
- 基本機能として、子機へ送る信号の分配と制御、電源の供給をおこなう。
- 電源部分のみの機能の場合は親機とは呼称しない事がほとんどである。
- 親機側から子機（キュー・ボックス）に対してミュート操作が個々にできる機種もある。
- 親機の音声信号の入力回路にはシステムが対応しているチャンネル数分バッファ・アンプが搭載されている。

### 子機（キュー・ボックス）
- 演奏者側の手元に置いて利用する。(子機を指してキューボックスと呼称する事が多い)
- 複数の音声入力を加算するミキサー部分とモニター定位を変えるためのパンポットまたはパン・スイッチ、ヘッドフォンをモニタリング駆動するためのパワー・アンプ部分などから構成される。
- 音声入力数は4～16程度だが多くの機種は6～8入力となっている。その内1系統ないし2系統はステレオ・チャンネルとされ、コンソールのマスター出力と同じバランスをモニタリング出来るようになっていて、個別に用意され任意に音声信号を選び入力出来るチャンネル数は4〜8入力チャンネル程度になる。
- 電源を個別に内蔵したタイプと親機から音声信号と一緒に専用マルチ・ケーブルで給電されるタイプがある。
- 大規模なレコーディング・スタジオなどでは子機数も膨大になるので、ミキサーの出力を親機（分配機）を経由してキュー・ボックスに接続する場合がある。

## 付加機能
トーン・コントロール
キュー・ボックスを使用している側の好みや状況に応じてキュー・ボックスのマスター・チャンネル（ミキシング・コンソールのマスター出力と同じバランスのミックスを聴くチャンネル）だけに簡素なEQが付いている場合と、個々のチャンネルに対して付いている機種もある。弱音楽器を録音している際に、ヘッドフォンからクリック（「ドンカマ」などと呼称されるカウント音）の音漏れが気になる際などには、高域漏れしない程度にトーンを落とすなどの対応にも使用する。親機（キュー・マスター・システム）側にこの機能が付いている機種もある。
親機から子機のミュート操作
歌唱演奏者などが使用していたキュー・ボックスを一時使用せず席を離れてしまう場合などで、他の演奏者がオーバー・ダビングを継続する際などに、キュー・ボックスに繋げられたヘッドフォンからの再生音が他のマイクロフォンへ漏れてしまうのを避けるために、コントロール・ルーム側からキュー・ボックスを個別にミュート出来る機能。この機能は子機側でも解除できるため、ミュートを外したい場合には子機側でミュートを開ける。
バック・トーク・システム
コントロール・ルームとの会話用のバック・トーク・マイク（注：コントロール・ルームから演奏者へ連絡するのはトーク・バックと呼ばれ、バック・トークとは区別される）等を組み込んだ製品がある。

## 設置及び運用方法など
- 大型のレコーディング・スタジオなどでは、スタジオまたはブース内の壁にキュー・ボックス専用のコネクター・パネルと電源用コンセントが取り付けられていて、キュー・システムの設置と運用が考慮されている。
- レコーディング・スタジオ向けの一般的なキュー・システムの場合、親機からの音声信号を子機に分配する際、1本のマルチ・ケーブルで接続できるようになっている物が多く、子機に用意されている2つ目のマルチ・コネクターから別の子機へカスケード接続出来る機種もあり、その場合子機毎にキュー・マスター・システムから接続しなくても良いので、入り組んだ配置になってしまう大編成時や近いエリアに複数のキュー・ボックスを設置する際には利便性が得られている。